# Centris pachysoma
Centris pachysoma är en biart som beskrevs av Cockerell 1919. Centris pachysoma ingår i släktet Centris och familjen långtungebin. Inga underarter finns listade.